# Sindrome di Scheuermann
La sindrome di Scheuermann detta anche osteocondrite giovanile delle vertebre dorsali (o cifosi idiopatica giovanile, malattia di Scheuermann, ecc.) è una malattia a probabile origine genetica, che causa l'osteocondrosi dissecante vertebrale dorsale o dorso curvo giovanile, ovvero una forte cifosi-scoliosi con iperlordosi lombare di compensazione.

## Cause

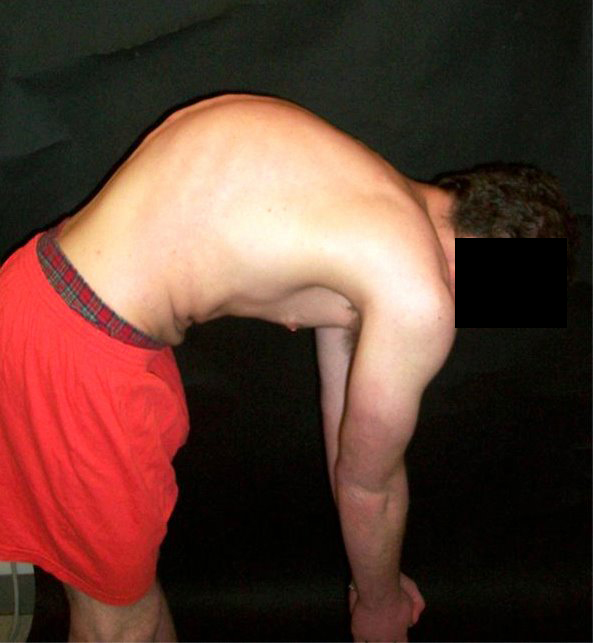
Ipercifosi causata da sindrome di Scheuermann

La causa è sconosciuta e la condizione è multifattoriale, tuttavia sono stati identificati diversi geni (come il Col1A2, che è anche associato con la sindrome di Marfan e l'osteogenesi imperfetta) proposti di volta in volta. Si sospetta quindi un'origine genetica-ereditaria con un difetto famigliare nelle articolazioni (osteocondrosi e, in caso di infiammazione, osteocondrite dissecante). Nelle famiglie con presenza di Scheuermann si manifestano a volte tali malattie, o più probabilmente altri casi della sindrome, ma con presenza di aspetto "marfanoide" (in una minoranza dei membri della famiglia), ossia simile ai pazienti Marfan ma senza avere la patologia.

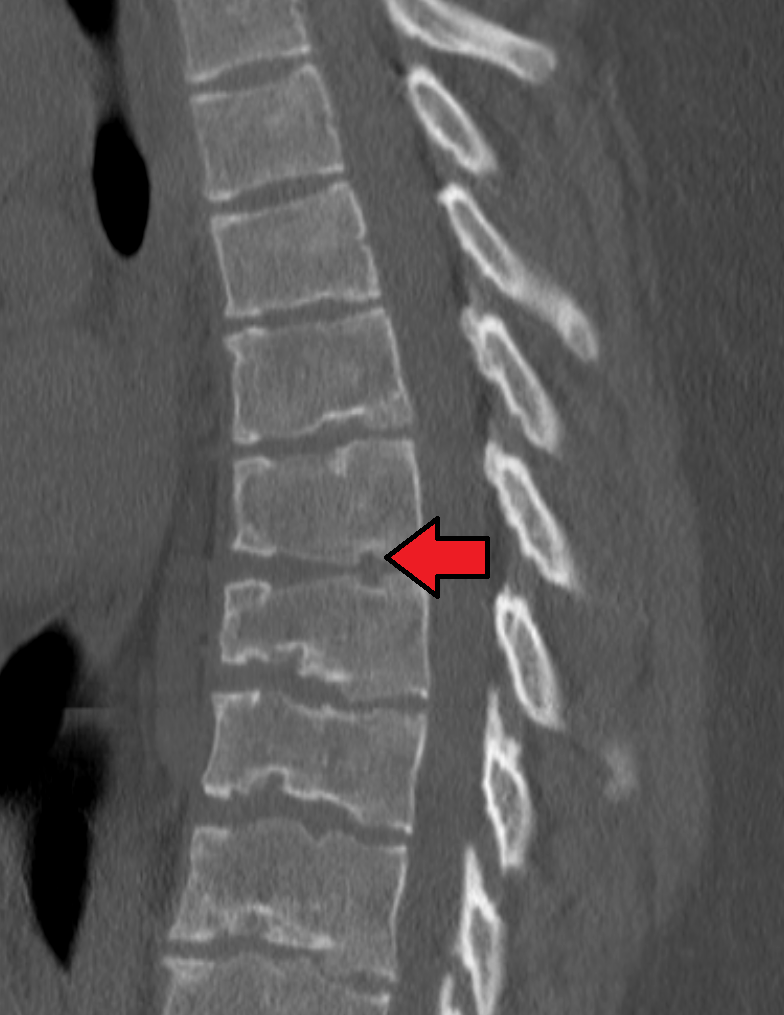
Tomografia Computerizzata, ricostruzione elettronica sul piano sagittale, dorsale che evidenzia sindrome di Scheuermann con grave osteocondrosi vertebrale e numerosi tipici noduli di Schmorl.

Si tratta di una patologia ad eziologia su base vascolare. Come in tutte le osteocondrosi, si ha formazione di necrosi e di lesioni e vere e proprie crepe nella cartilagine articolare, specie in seguito a microtraumi in persone predisposte geneticamente. Solitamente questo tipo di disturbo si manifesta con dolore e gonfiore simile ad artrosi dell'articolazione interessata, che compie scatti e si blocca spesso durante il movimento. Un esame più approfondito spesso rivela un versamento più o meno grave, incapacità di fare resistenza con gli arti collegati all'articolazione e il classico "scrocchiare" di quest'ultima.
L'osteocondrosi è causata dalla scarsa irrorazione di sangue dell'osso subcondrale. Questa carenza di sangue causa la morte precoce dell'estremità ossea, in un processo detto osteonecrosi. L'osso è dunque riassorbito dai tessuti circostanti, lasciando la cartilagine dell'articolazione che supportava priva di protezione alcuna, esposta a facili lesioni. Il risultato è la frammentazione (dissezione) sia della cartilagine che dell'osso stesso. Il libero movimento di questi due, infine, non fa che estendere il già ingente danno, causando ulteriore dolore. Nella colonna vertebrale, questo processo degenerativo causa il collasso delle vertebre e l'incurvamento.

## Complicanze
Alla deformazione di alcune vertebre dorsali consegue accentuazione della cifosi dorsale associata ad una iperlordosi lombare di compenso; è tipica dell'età evolutiva. Tra le complicazioni, vi sono dolore, problemi respiratori, rigidezza, possibile spondilolistesi e facilità a traumi della colonna vertebrale, discopatie ed ernia discale, con conseguenti disturbi scheletrici o neurologici (radicolopatia, sciatalgia con sindrome da compressione nervosa delle radici, mielopatia).

## Diagnosi
La diagnosi è in genere mediante imaging medico. Il grado di cifosi può essere misurato dall'angolo di Cobb e dall'equilibrio sagittale. Nelle lastre ottenute con raggi X o risonanza magnetica si osserva, in caso di sindrome di Scheuermann, la tipica osteocondrosi delle vertebre. La sindrome, nella sua fase acuta, insorge tipicamente nell'adolescenza, pur essendoci predisposizione della colonna che può essere leggermente cifotica o scoliotica nell'infanzia, già in precedenza.

### Diagnosi differenziale
La diagnosi differenziale è con la cifosi e scoliosi adolescenziali, dovute a diverse cause: posture scorrette, traumi, spondilite, malattia di Pott (specialmente in passato), ipostenia fisiologica e debolezza muscolare patologica.

## Terapia

### Conservativa
La malattia di Scheuermann è autolimitante dopo che la crescita è completa, il che significa che generalmente segue il suo corso e non presenta mai ulteriori complicazioni. In genere, tuttavia, una volta che il paziente è completamente cresciuto, le ossa manterranno la deformità. Per questo motivo, ci sono molti metodi di trattamento e opzioni disponibili che mirano a correggere la cifosi mentre la colonna vertebrale è ancora in crescita e mirano soprattutto a prevenirne il peggioramento.
Sebbene non vi sia alcuna spiegazione per ciò che provoca la malattia di Scheuermann, ci sono modi per trattarla. Per decenni ci sono state molte controversie sulle opzioni di trattamento. Per casi meno estremi, la medicina manuale, la terapia fisica e / o le parentesi graffe posteriori possono aiutare a invertire o fermare la cifosi prima che diventi grave. Poiché la malattia è spesso benigna e poiché la chirurgia alla schiena comporta molti rischi, la chirurgia è generalmente considerata l'ultima risorsa per i pazienti. In casi gravi o estremi, i pazienti possono essere trattati attraverso una vasta procedura chirurgica nel tentativo di prevenire il peggioramento o il danneggiamento della malattia.
In Germania, un trattamento standard sia per la malattia di Scheuermann che per la cifosi lombare è il metodo Schroth, un sistema di terapia fisica specializzata per la scoliosi e le deformità spinali correlate. Il metodo ha dimostrato di ridurre il dolore e ridurre significativamente l'angolo cifotico durante un programma di trattamento ospedaliero.
La terapia è sintomatica: fisioterapia, ginnastica e antidolorifici come i FANS.
Utile è il trattamento con busto come ad esempio il Milwaukee.

### Chirurgia
La malattia di Scheuermann può essere corretta con successo con procedure chirurgiche, che comprendono quasi tutte la fusione spinale e la strumentazione hardware, ad esempio aste, viti peduncolari, ecc. Mentre molti pazienti sono in genere interessati a sottoporsi a un intervento chirurgico per la loro correzione, è importante realizzare l'intervento mira a ridurre il dolore e non i difetti estetici. Come sempre, l'intervento chirurgico deve essere utilizzato come ultima risorsa quando il trattamento conservativo fallisce o la salute del paziente è in pericolo imminente poiché qualsiasi procedura chirurgica non è priva di rischi. Le possibilità di complicanze sono relativamente basse e gli interventi chirurgici hanno spesso successo.

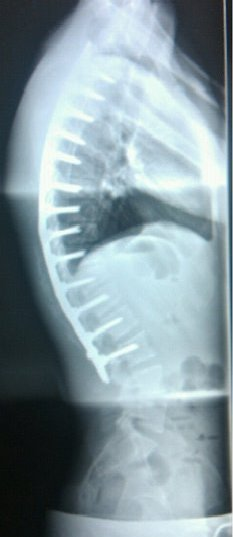
Una radiografia post-operatoria di un ragazzo di 22 anni con malattia di Scheuermann. Dopo la fusione spinale di 12 livelli per correggere l'eccessiva cifosi, il paziente presenta ora un normale grado di cifosi, con una minima perdita di flessibilità.

Esistono due tecniche chirurgiche primarie per correggere la cifosi: fusione solo posteriore e fusione antero-posteriore. Mentre permane il dibattito su quale approccio chirurgico sia ottimale, diversi studi pubblicati dal 2018 suggeriscono che le tendenze del trattamento stanno favorendo la fusione solo posteriore.
La procedura chirurgica classica prevede l'ingresso di due aste di titanio, ciascuna lunga circa 46 cm  (a seconda delle dimensioni della cifosi) nella parte posteriore su entrambi i lati della colonna vertebrale. Otto viti in titanio perforano l'osso per fissare le aste su entrambi i lati della colonna vertebrale. Sul lato interno della colonna vertebrale, i legamenti (che possono essere troppo corti, tirando la colonna nella sua forma anormale) devono essere tagliati o allungati chirurgicamente, non solo arrestando parte della causa della cifosi, ma permettendo anche alle aste di titanio per tirare la colonna vertebrale in una posizione più naturale. I dischi danneggiati tra le vertebre travagliate (vertebre incuneate) vengono normalmente rimossi e sostituiti con innesto osseo dall'anca o altre parti delle vertebre, che una volta guarite o "fuse" si solidificheranno. La strumentazione in titanio mantiene tutto in posizione durante la guarigione. Il paziente può aspettarsi di rimanere in ospedale per almeno una settimana e possibilmente più a lungo. Potrebbero quindi essere tenuti a indossare un tutore per diversi mesi in più per garantire che la colonna vertebrale guarisca adeguatamente. La strumentazione in titanio può rimanere permanentemente nel corpo o essere rimossa anni dopo. I pazienti che hanno subito un tale intervento chirurgico possono aver bisogno di una terapia fisica per gestire il dolore e la mobilità. Il recupero può essere prolungato: in genere ai pazienti non è consentito sollevare nulla al di sopra di 2,3–4,5 kg per 6 mesi a 1 anno e si consiglia per almeno 6 mesi di non sollevare praticamente nulla. Una volta consolidata la fusione, la maggior parte dei pazienti può tornare al loro normale stile di vita entro 1-2 anni.

## Prognosi
La fusione spinale per cifosi e scoliosi è un intervento chirurgico estremamente invasivo. Il rischio di complicanze è stimato in circa il 10%. Le possibili complicanze possono essere infiammazione dei tessuti molli o processi infiammatori profondi, problemi respiratori, sanguinamento e lesioni ai nervi o infezione. Già cinque anni dopo l'intervento chirurgico, circa il 5% richiede un nuovo intervento e problemi a lungo termine rimangono poco chiari. Tenendo conto del fatto che alcuni effetti della deformità spinale non possono essere modificati dall'intervento chirurgico, la chirurgia ha un'indicazione cosmetica, sebbene gli effetti cosmetici della chirurgia non siano sempre evidenti.